# 圣罗格堂 (马赛)
圣罗格堂（Église Saint Roch）又名马扎尔古教堂（Église de Mazargues）是一座罗马天主教堂区教堂，隶属于天主教马赛总教区。该堂位于法国普罗旺斯-阿尔卑斯-蓝色海岸大区罗讷河口省马赛第九区马扎尔古（Mazargues）社区的圣罗格广场（Place Saint Roch），建于1845-1851年，建筑师帕斯卡尔·科斯特（Pascal Coste）。